# Horace Trumbauer
Horace Trumbauer (28 de diciembre de 1868 - 18 de septiembre de 1938) fue un destacado arquitecto estadounidense de la Edad Dorada, conocido por diseñar mansiones residenciales para los ricos. Más adelante en su carrera, también diseñó hoteles, edificios de oficinas y gran parte del campus de la Universidad Duke. Los enormes palacios de Trumbauer halagaron los egos de sus clientes (denominados por la prensa barones ladrones), pero fueron rechazados por sus pares profesionales. Su trabajo lo convirtió en un hombre rico, pero sus edificios rara vez recibieron un reconocimiento crítico positivo.

## Carrera profesional
Trumbauer nació en Filadelfia, hijo de Josiah Blyler Trumbauer, un vendedor, y Mary Malvina (Fable) Trumbauer. Completó un aprendizaje de 6 años con G. W. & W. D. Hewitt, y abrió su propia oficina de arquitectura a los 21 años. Trabajó para los desarrolladores Wendell y Smith, diseñando casas para comunidades planificadas de clase media, incluidos los desarrollos Overbrook Farms y Wayne Estate.

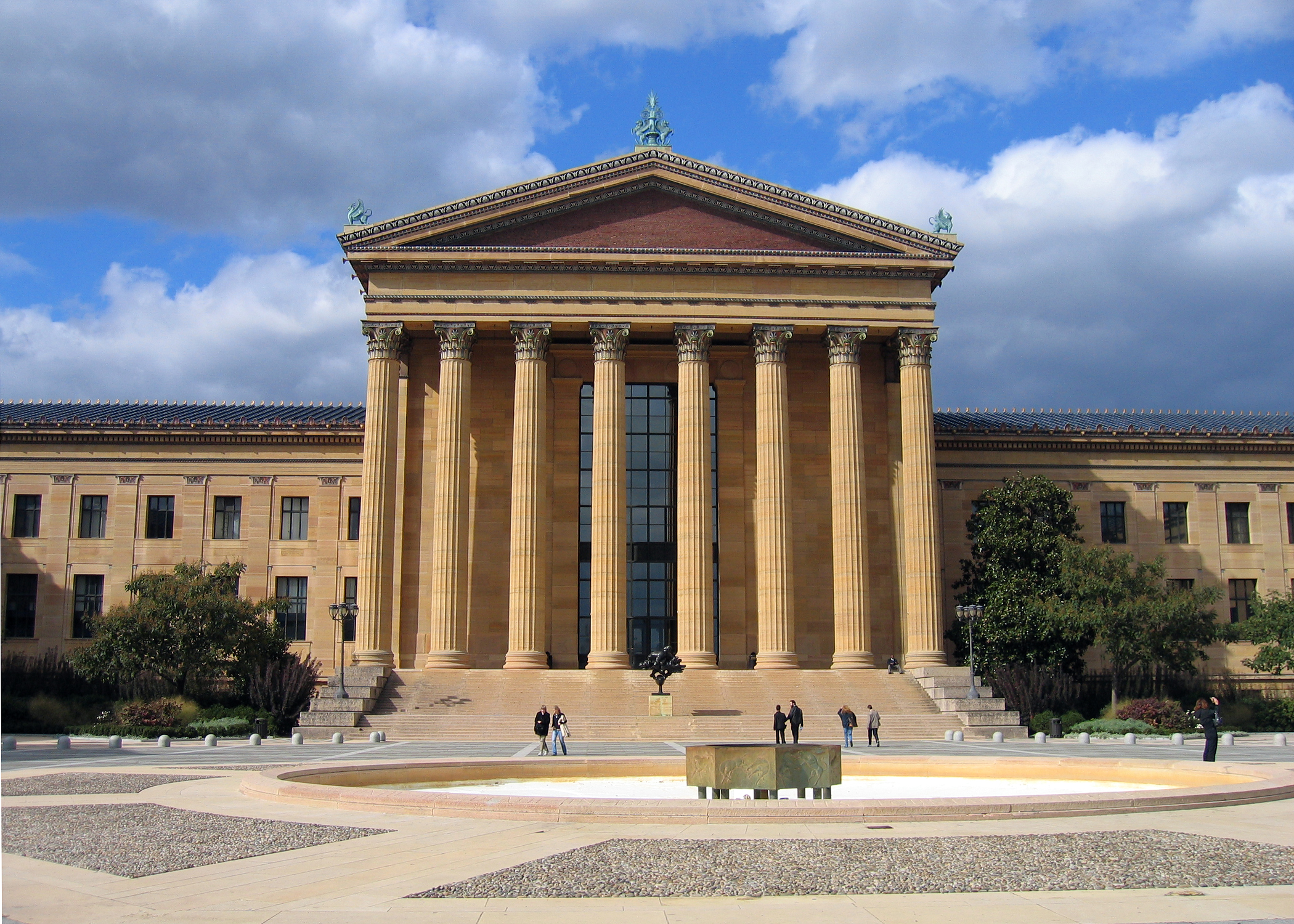
Museo de Arte de Filadelfia (1916–28), una colaboración entre la firma de Trumbauer y Zantzinger, Borie y Medary.

La primera comisión importante de Trumbauer fue Gray Towers Castle (1893), diseñado para el magnate azucarero William Welsh Harrison. Su exterior se basó en el castillo de Alnwick en Northumberland, Inglaterra, aunque sus interiores eran franceses, con estilos que iban desde el Renacimiento hasta el Luis XV.
Harrison le presentó al magnate de los tranvías y promotor inmobiliario Peter Arrell Browne Widener, cuyo palacio de estilo georgiano de 110 habitaciones, Lynnewood Hall (1897-1900), lanzó la exitosa carrera de Trumbauer. Para los Widener, los Elkinse y su círculo, diseñó mansiones en Filadelfia, Nueva York y Newport, RI, edificios de oficinas, hospitales y la biblioteca principal de la Universidad de Harvard, la Biblioteca Widener. Construida con un regalo de Eleanor Elkins Widener, la biblioteca es un monumento a su hijo, Harry, Clase de 1907, un joven bibliófilo entusiasta que murió en el RMS Titanic.
El 25 de abril de 1903, se casó con Sara Thomson Williams y se convirtió en padrastro de su hija, Agnes Helena Smith, de su matrimonio anterior con el comerciante de hierro C. Comly Smith. Architectural Record publicó un estudio de su trabajo en 1904.
En 1906, Trumbauer contrató a Julian Abele, el primer graduado afroamericano del Departamento de Arquitectura de la Universidad de Pensilvania, y lo ascendió a diseñador jefe en 1909. Los edificios posteriores de Trumbauer a veces se atribuyen a Abele, pero esto es especulación. Con la excepción de la capilla de la Universidad de Duke (1934), Abele nunca reclamó el crédito por ninguno de los edificios de la empresa diseñados durante la vida de Trumbauer.
La comisión para el Museo de Arte de Filadelfia (1916-28) fue compartida entre la firma de Trumbauer y Zantzinger, Borie y Medary. Al arquitecto de Trumbauer, Howell Lewis Shay, se le atribuye el plan y la masa del edificio, aunque los dibujos en perspectiva parecen estar en la mano de Abele. Cuando se inauguró en 1928, el edificio fue criticado por estar muy sobredimensionado y apodado "el gran garaje griego". Pero, encaramado en Fairmount Hill y terminando el eje de Benjamin Franklin Parkway, ahora se considera el museo más magníficamente ubicado en los Estados Unidos.
En 1923, Trumbauer fue contratado por la Reading Company para diseñar la estación de tren de Jenkintown. Un buen ejemplo de la arquitectura del renacimiento de la Reina Ana, todavía se mantiene hoy como la estación Jenkintown-Wyncote y se agregó al Registro Nacional de Lugares Históricos en 2014. Su trabajo también fue parte del evento de arquitectura en el concurso de arte en los Juegos Olímpicos de Verano de 1928.
En 1933, Trumbauer recibió el encargo de construir una mansión ornamentada de estilo francés del Antiguo Régimen para Herbert Nathan Straus, el hijo menor del fundador de Macy's, Isidor Straus. Construida en piedra caliza con intrincados tallados en la fachada, la Casa Herbert N. Straus es ahora la residencia privada más grande de Manhattan. Fue propiedad del financiero Jeffrey Epstein y la Fundación Jeffrey Epstein VI. La mansión ejemplifica el estilo clásico pero opulento solicitado por los barones de la industria de esa época.
A pesar del tremendo éxito y su aparente capacidad para impresionar a los clientes adinerados, Trumbauer sufría de una timidez abrumadora y un sentimiento de inferioridad por su falta de educación formal. Tuvo varios encargos hasta la Gran Depresión, pero comenzó a beber en exceso. Murió de cirrosis del hígado en 1938, y está enterrado en el cementerio de West Laurel Hill, Bala Cynwyd, Pensilvania.

## Galería

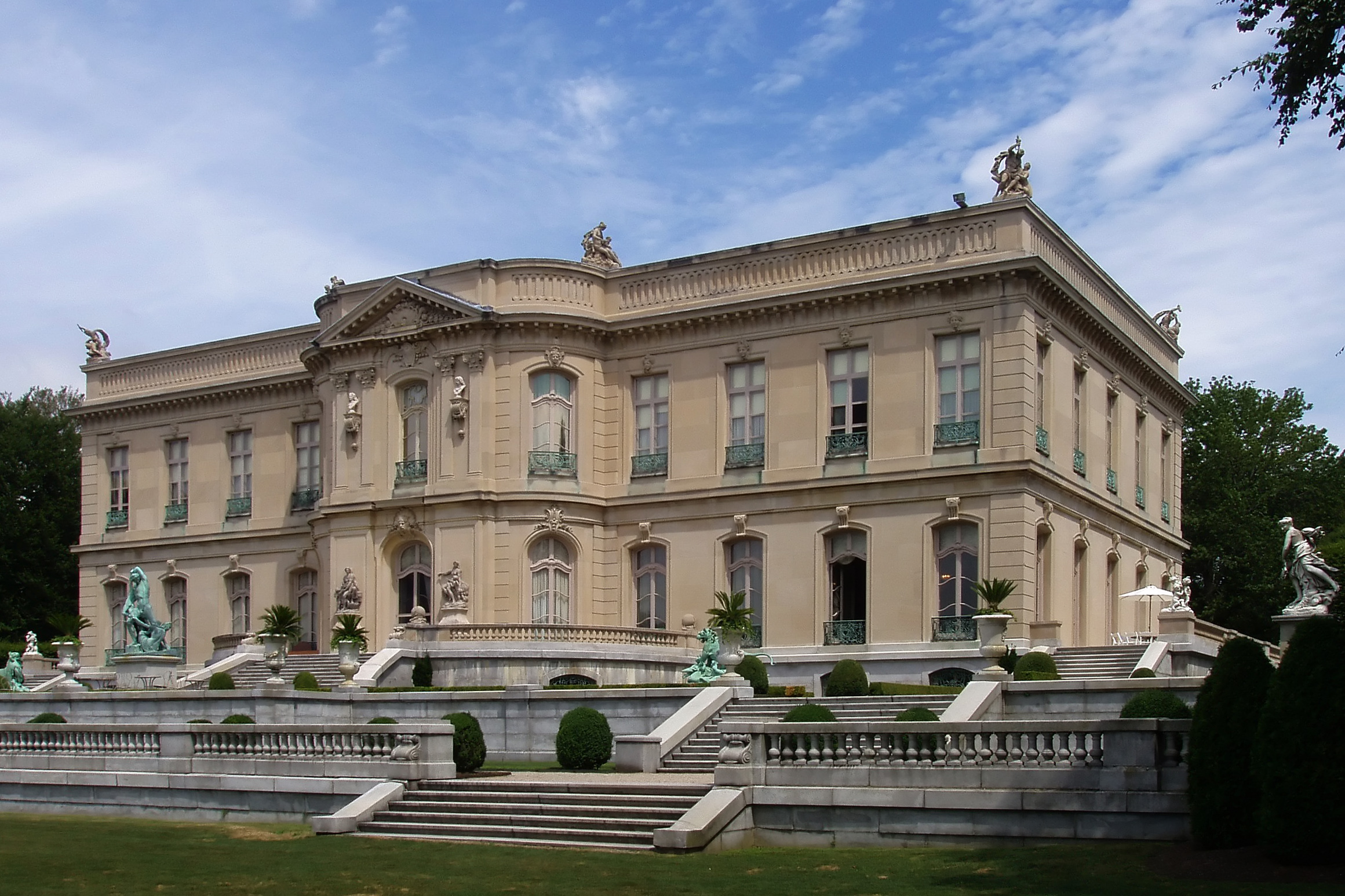
The Elms
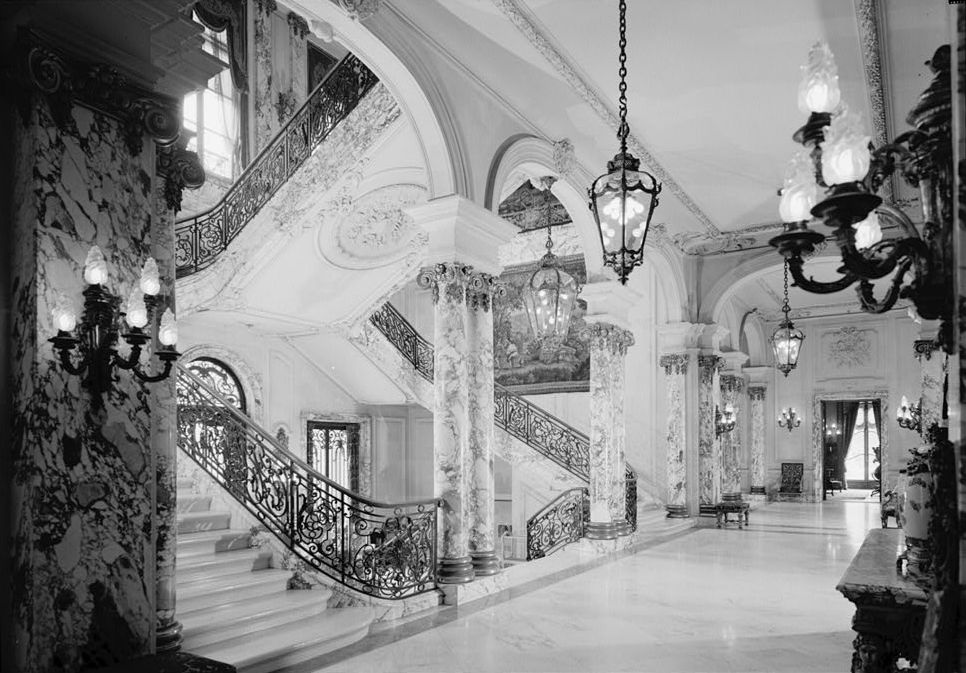
The Elms, interior
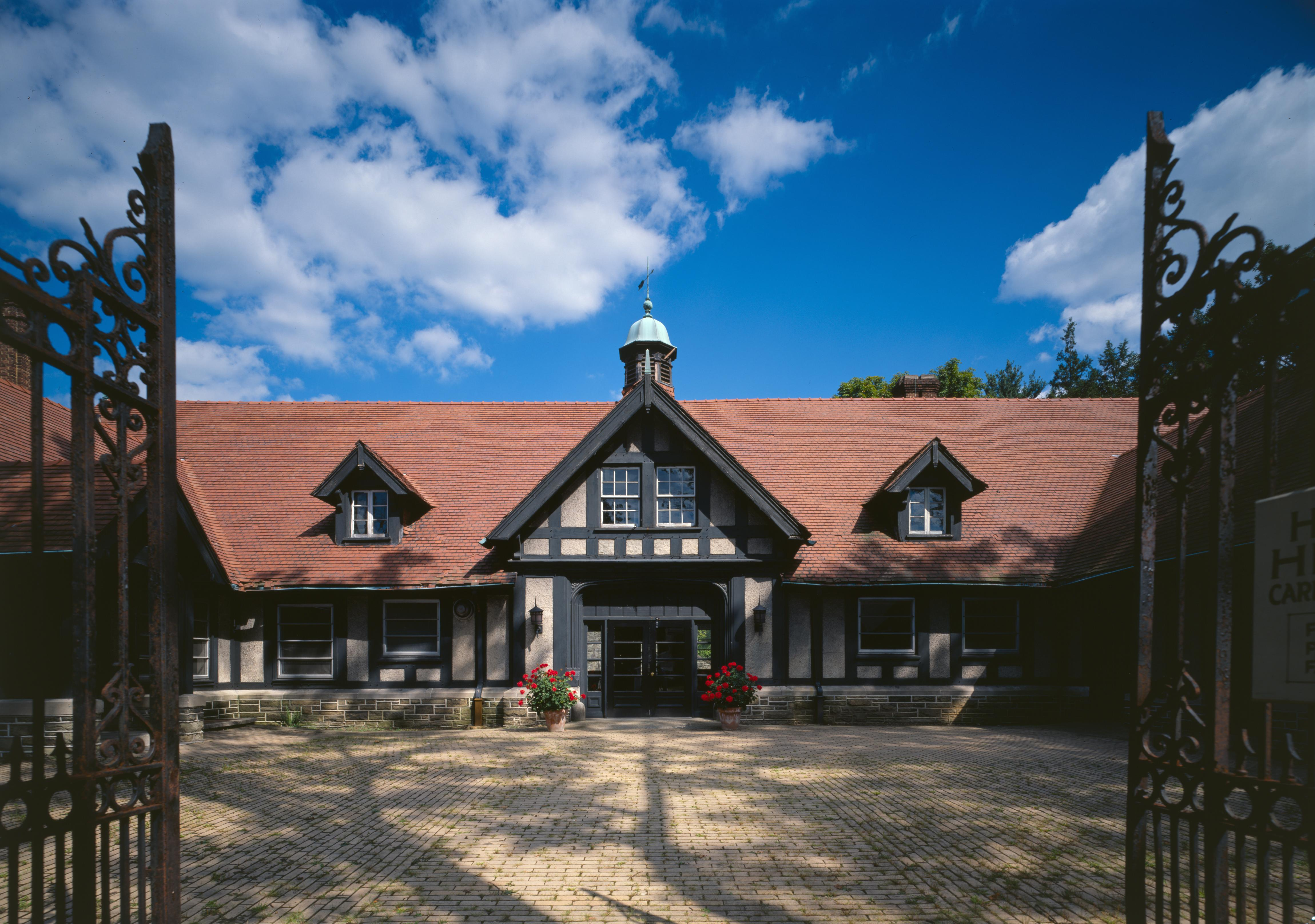
Mansión de James E. Watson
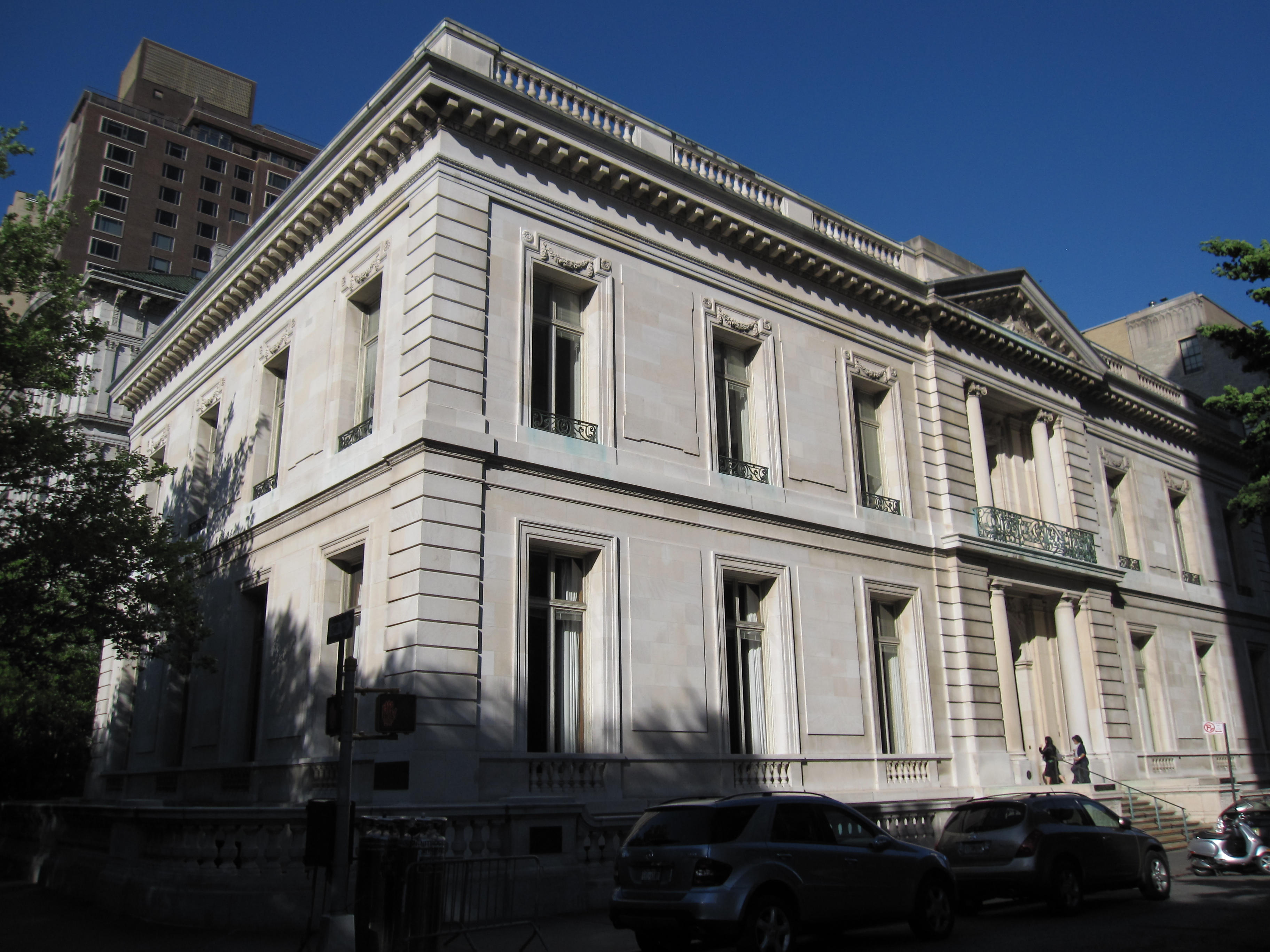
Mansión James B. Duke
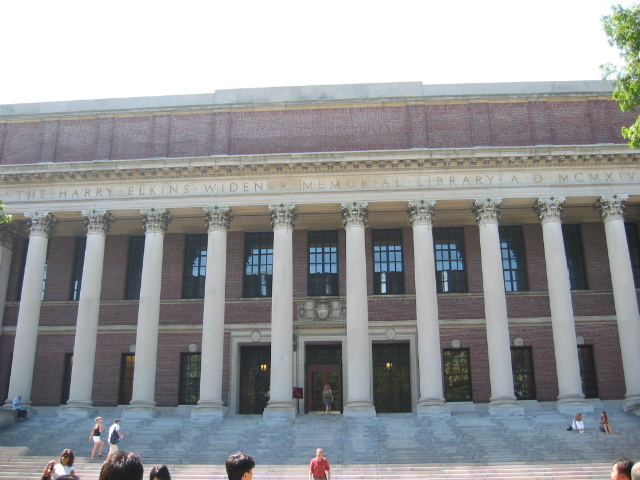
Biblioteca Harry Elkins Widener
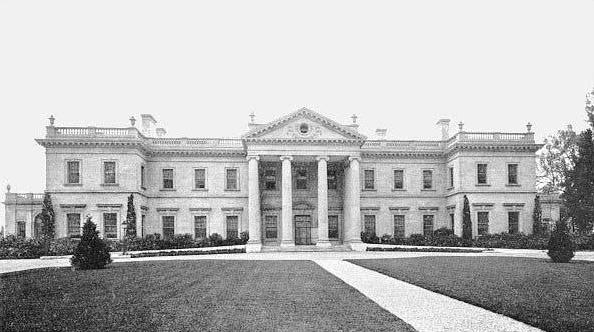
Whitemarsh Hall
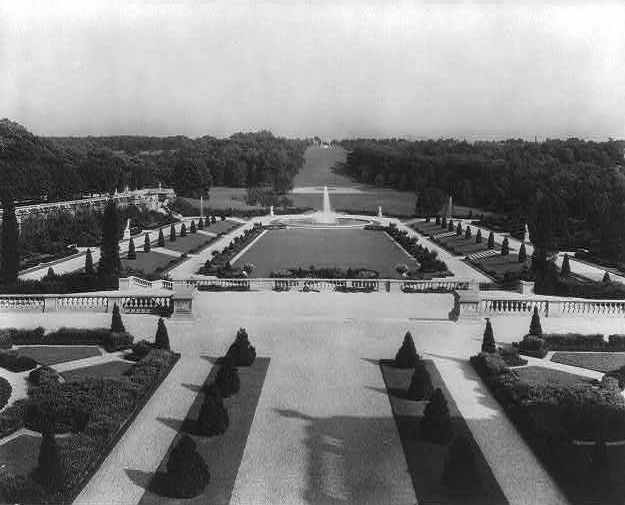
Jardines de Whitemarsh Hall
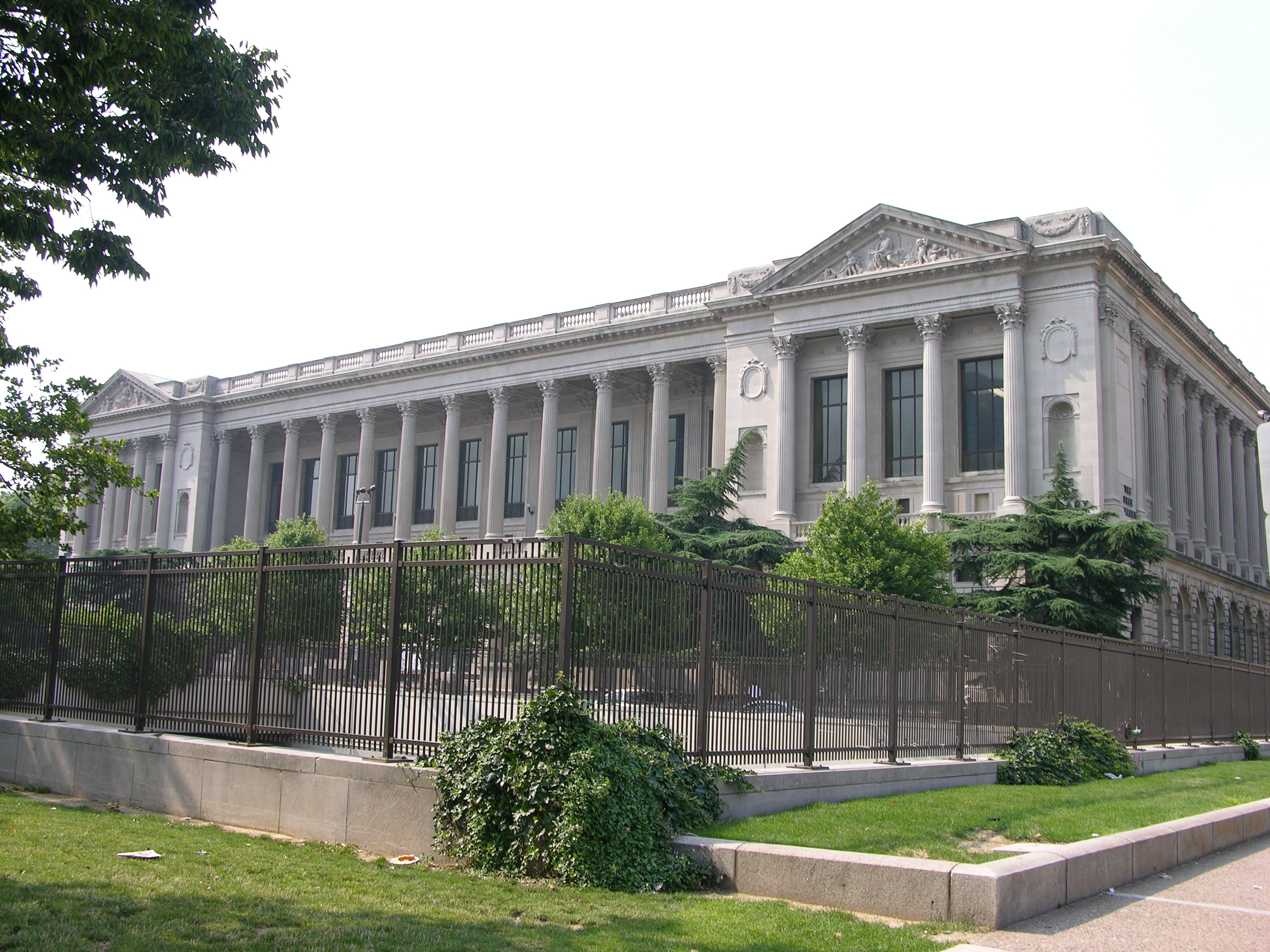
Biblioteca gratuita de Filadelfia
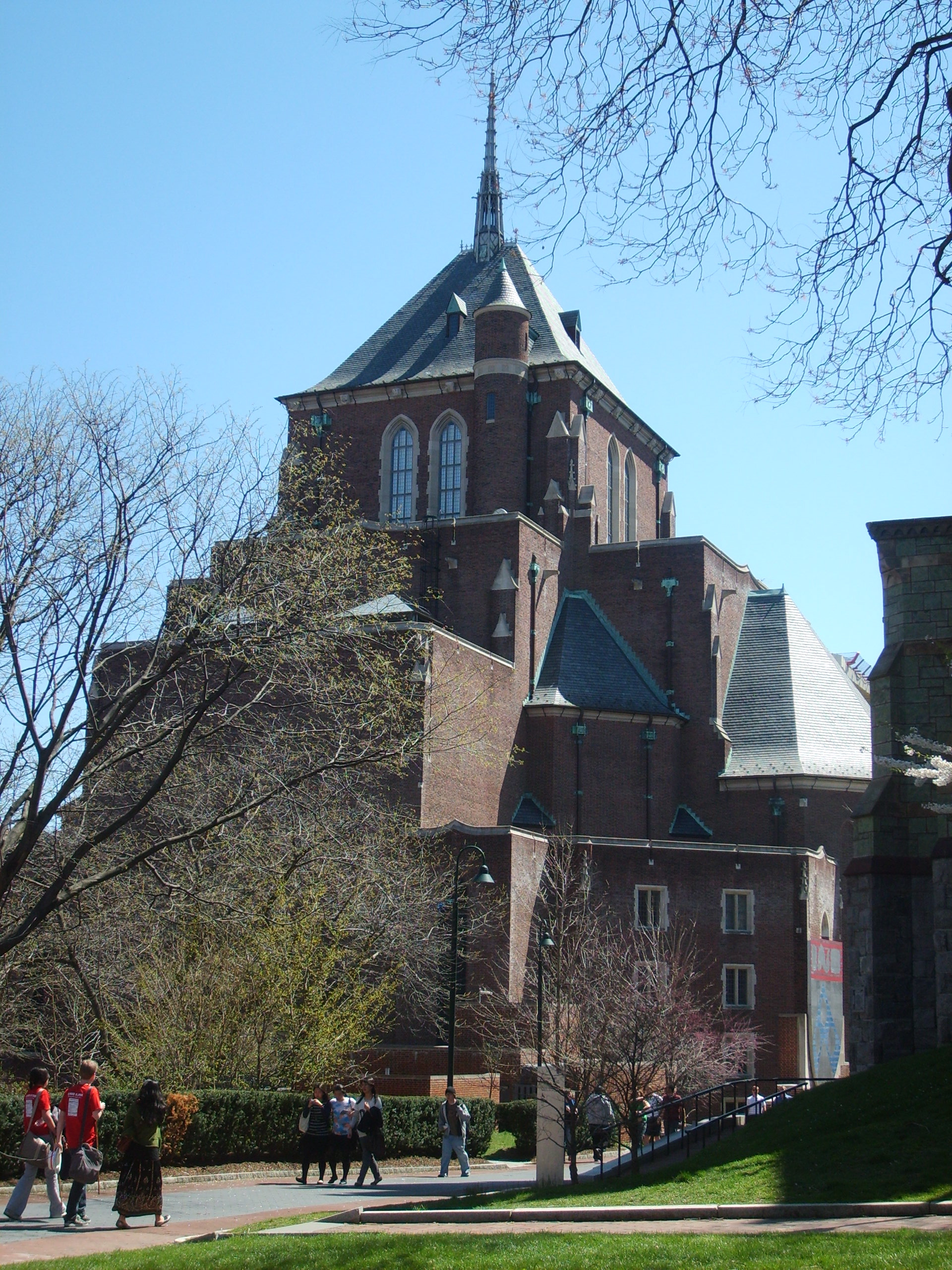
Auditorio de Irvine
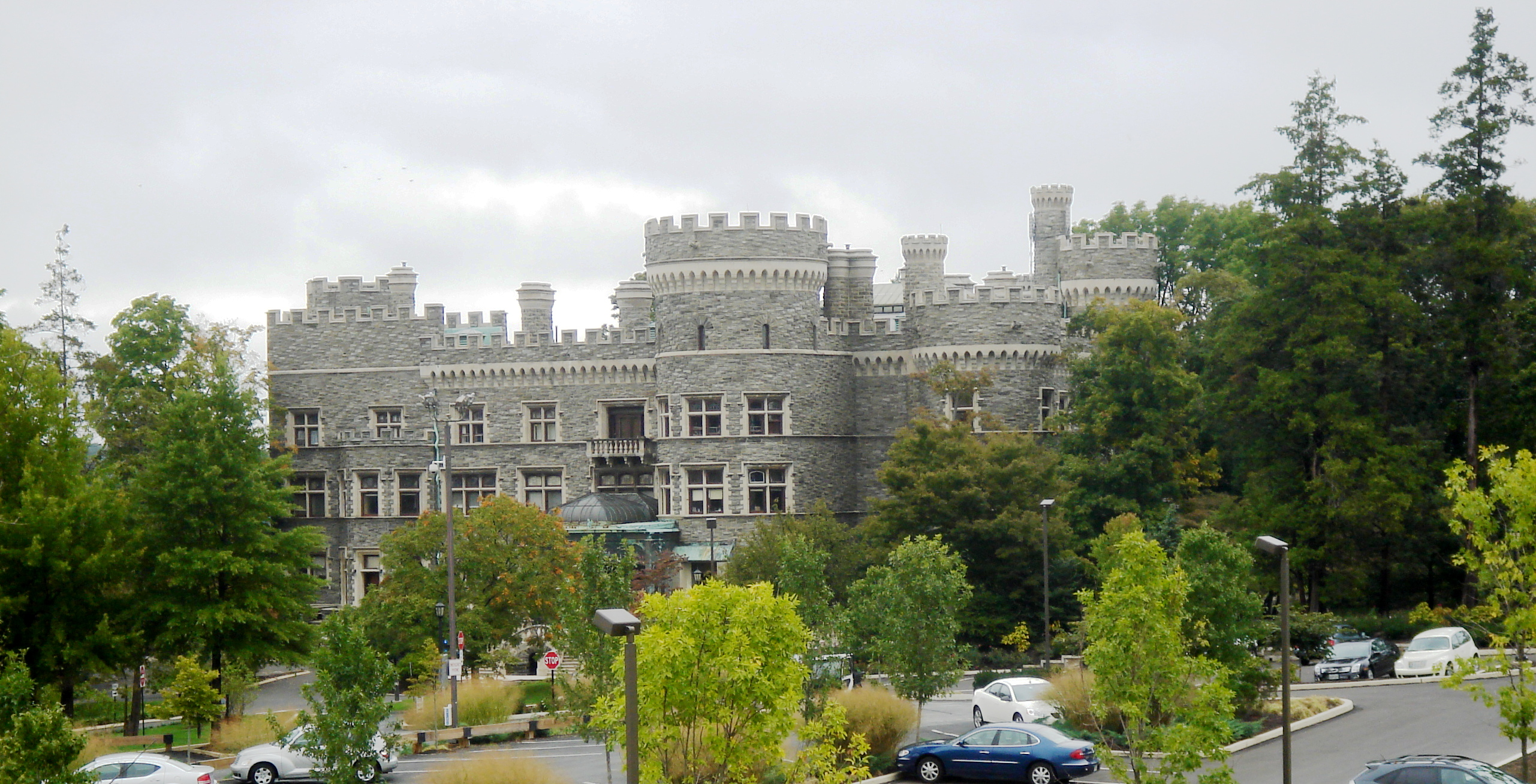
Castillo Grey Towers
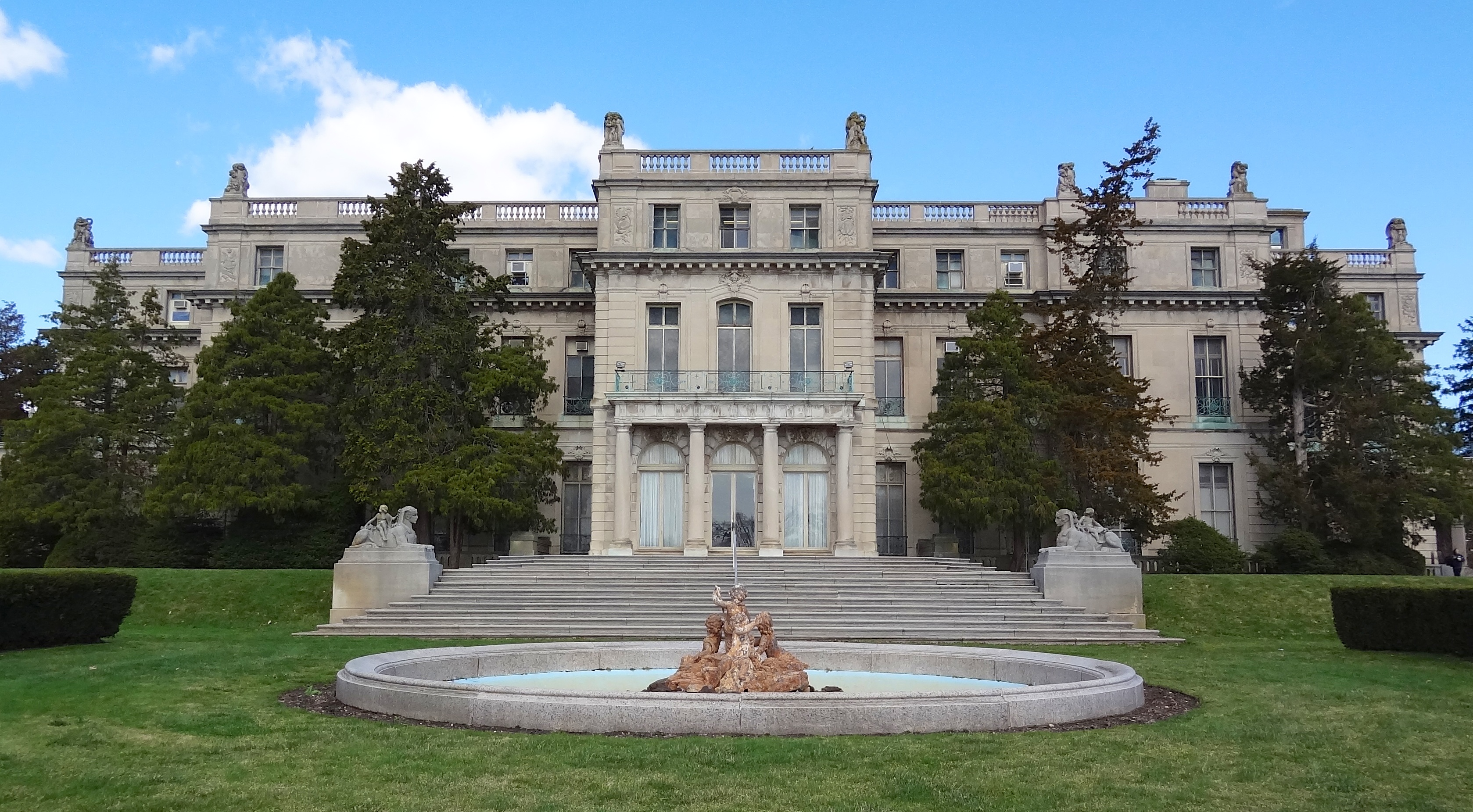
Shadow Lawn